# フィンランド技術賞財団
フィンランド技術賞財団（フィンランドぎじゅつしょうざいだん、Technology Academy Finland）は、ミレニアム技術賞を隔年で授与している独立基金である。

## 概要
フィンランド技術賞財団は、イノベーションおよび新技術を発展させる科学研究支援によって技術の発展を促し、人道的価値観に基づいて人々の生活条件を改善することを理念に掲げている。フィンランド技術アカデミー （Finnish Academy of Technology）、フィンランド・スウェーデン工学アカデミー （Swedish Academy of Engineering in Finland）、フィンランドの産業界をリードする企業がメンバーとなっている産業カウンシル （the Industry Council）で構成されている。